# Список керівників держав 1338 року
Список керівників держав 1338 року — це перелік правителів країн світу 1338 року.
Список керівників держав 1337 року — 1338 рік — Список керівників держав 1339 року — Список керівників держав за роками

## Європа
- Англія
  - Король Англії — Едуард III (1327—1377)
- Балканський півострів
  - Візантійська імперія — Андронік III Палеолог (1328—1341)
  - Албанське королівство — Роберт Тарентський (1336—1364)
  - Аргос і Нафпліон (сеньйорія) — Готьє VI де Брієнн (1311—1356)
  - Аркадія (баронія) — Ерар III Ле Мор (1337? — 1388)
  - Герцогство Архіпелагу — Нікколо I Санудо (1323—1341)
  - Афінське герцогство — Готьє VI де Брієнн (1311—1356)
  - Ахейське князівство — Матильда де Ено (1313—1348)
  - Друге Болгарське царство — Іван Александр (1331—1371)
  - Добруджанське князівство — Балик (1322—1345)
  - Боснійський банат — Стефан II Котроманич (1323—1353)
  - Волощина — воєвода (згодом господар) Басараб I (1310—1352)
  - Епірський деспотат — Стефан Душан (1337—1347)
  - Пфальцграфство Кефалонії та Закінфу — Роберт Тарентський (1336—1357)
  - Кіпрське королівство — Гуго IV (1324—1358)
  - Берат (князівство) — Андреа II Музака (1331—1372)
  - Неопатрійське герцогство — Гільом (1319—1338); Джованні (1338—1348)
  - Перше Сербське королівство; король Стефан Душан (1331—1355)
  - Графство Салона (Lordship of Salona) — Альфонсо Фадріке Арагонський (1318—1338); Педро I Фадріке (1338—1355?)
- Балтія
  - Велике князівство Литовське — Гедимін (1316—1341)
    - Троцьке князівство — Кейстут (1332—1381)

  - Дерптське єпископство — Енгельберт Долен (1323—1341)
  - Езель-Вікське єпископство — Генріх II Озенбрюгге (1338—1362)
  - Курляндське єпископство — Йоганн ІІ Йодіс (1332—1353)
  - Лівонський орден — ландмейстер — Еберхард фон Монгайм (1328—1340)
  - Ризьке архієпископство — Фрідріх фон Пернштейн (1304—1341)
  - Держава Тевтонського ордену — великий магістр Дітріх фон Альтенбург (1335—1341)
- Білорусь
  - Вітебське князівство — Ольгерд (1320—1377)
  - Турово-Пінське князівство — Наримунт (1330—1348)
- Князь Новгородський — Наримунт (1337—1346)
- Трапезундська імперія — Василь I (1332—1340)
- Ірландія
  - Айргіалла — Шон мак Маойлшехнайнн (1331—1342)
  - Десмонд — Кормак Мак Карті (1326—1359)
  - Тір Еогайн — Ейнрі мак Бріайн мейк Аода Буїдне (1325—1345)
  - Томонд — король Муйрхертах О'Бріан (1317—1343)
- Італія
  - Арборейський юдикат — П'єтро III (1336—1347)
  - Венеційська республіка — дож Франческо Дандоло (1329—1339)
  - Мантуя — капітано-дель-пополо Луїджі Гонзага (1328—1360)
  - Мірандола (герцогство) (Ducato della Mirandola) — Луїджі Гонзага (1328—1360)
  - Маркграфство Монферрат — Теодор I (1305/1306-1338); Джованні II (1338—1372)
  - Неаполітанське королівство — Роберт (1309—1343)
  - Салуццо (маркграфство) — Томазо II (1336—1357)
  - Сардинське королівство — Педро IV (1336—1387)
  - Королівство Сицилія — Педро II (1337—1342)
  - Князівство Таранто — Роберт Тарентський (1332—1364)
  - Принц-єпископство Тренто — Енріко ді Мец (1310—1336/1338); Ніколо да Бруна (1338—1347)
  - Урбіно (герцогство) — Нольфо да Монтефельтро (1322/1323-1359)
  - Феррарська сеньйорія — Обіццо III д'Есте (1326—1352)
  - Маркграфство Фінале — Джорджо дель Карретто (1313—1359)
- Кавказ
  - Грузинське царство — Георгій V Блискучий (1329—1343)
  - Самцхе-Саатабаго — Кваркваре I Джакелі (133—1361)
- Німеччина
  - Герцогство Австрія — Альбрехт II (1330—1358)
  - Князівство Ангальт — Ангальт-Бернбург — Бернгард III (1323—1348); Ангальт-Цербст (князівство) — Альбрехт II (1316—1362)
  - Герцогство Баварія — Людовик IV (1294—1347)
  - Баденське маркграфство — Рудольф IV (1291—1348)
  - Берг (герцогство) — Адольф VI (1308—1348)
  - Берхтесгаден (пробство) — Гейнріх IV фон Інцінґ (1333—1351)
  - Маркграфство Бранденбург — Людвіг I (1323—1351)
  - Герцогство Брауншвейг-Люнебург — Оттон ІІІ (1330—1352) і Вільгельм ІІ (1330—1369)
  - Принц-єпископство Бріксен — Маттеус Андергассен (1336—1368)
  - Верле (сеньйорія) — Ніколаус III (Верле-Гюстров; 1337—1360)
  - Графство Вюртемберг — граф Ульріх III (1325—1344)
  - Вюрцбург (принц-єпископство) — Оттон II фон Вольфскель (1335—1345)
  - Гессен (ландграфство) — Генріх II (1328—1376)
  - Геттінген (князівство) — Отто (1318—1344)
  - Принц-єпископство Гільдесгайм — Генріх III Брауншвейг-Люнебурзький (1332—1363)
  - Гольштейн-Піннеберг — Адольф VII Шаумбург (1315—1354)
  - Гоя (графство) (Grafschaft Hoya) — Герхард III (1324—1345)
  - Архієпископ Зальцбургу — Федерик III Лібніцький (1315—1338)
  - Каммін (єпископство) — Фрідріх (1329—1343)
  - Герцогство Каринтія — Оттон (1335—1339)
  - Кельнське курфюрство — Вальрам фон Юліх (1332—1349)
  - Кенігсегг (Königsegg) — Ульріх II (? — 1375)
  - Клеве (герцогство) — Дітріх VIII (1310—1347)
  - Констанц (князівство-єпископство) — Ніколаус фон Фрауенфельд (1334—1344)
  - Курпфальц — Рудольф II (1329—1353)
  - Ліппе-Детмольд — Симон I (1273—1344)
  - Лужицька марка — Людвіг II (1323—1351)
  - Любекське князівство-єпископство — Генріх II Боххольт (1317—1341)
  - Люнебург (князівство) — Оттон III (1330—1352)
  - Архієпископ Майнца Генріх III фон Вірнебург (1328—1346)
  - Марк (графство) — Адольф II (1328—1347)
  - Маркграфство Мейсен — Фрідріх II (1323—1349)
  - Нюрнберг (бургграфство) — Йоганн II (1332—1357)
  - Графство Ольденбург — Йоган III (1315/1316-1342)
  - Падерборнське князівство-єпископство — Бернхард V цур Ліппе (1321—1341)
  - Герцогство Померанія — Богуслав V Великий (1326—1368)
  - Равенсберг (графство) — Бернгард (1328—1345)
  - графство Рітберг — Отто I (1322—1347)
  - Князівство Руян — Богуслав V Великий (1326—1368)
  - Герцогство Саксен-Віттенберг — Рудольф I (1298—1356)
  - Саксен-Лауенбург — Альбрехт IV (1322—1343)
  - граф Тиролю — Іоганн Генріх (1335—1341)
  - Фельденц (графство) — Георг I (1298—1347)
  - Хахберг-Заузенберг — Отто І (1318—1384)
  - Шверін (графство) — Генріх III (1295/1296-1344)
  - Герцогство Штирія — Альбрехт II (1326—1358)
- Піренейський півострів
  - Королівство Арагон — Педро IV (1336—1387)
  - Королівство Леон — Альфонсо XI (1312—1350)
  - Майорканське королівство — Хайме III (1324—1344)
  - Королівство Португалія — король Афонсу IV (1325—1357)
  - Королівство Наварра — Філіпп III (1328—1343)
  - Гранадський емірат — Юсуф I ібн Ісмаїл (1333—1354)
- Польща — Казимир III Великий (1333—1370)
  - Бжезьке князівство — Болеслав III Розпусник (1311—1352)
  - Битомське князівство — Владислав Битомський (1316—1353)
  - Варшавське князівство (середньовічне) — Тройден I (1313—1341)
  - Герцогство Заган — Генріх IV Вірний (1309—1342)
  - Зембицьке князівство — Болеслав II Зембицький (1322—1341)
  - Іновроцлавське князівство — Казимир III Великий (1337—1370)
  - Козленське князівство — Казимир Козленський (1336—1342/1347)
  - Ленчицьке князівство — Влодко Горбатий (1327/1328—1349)
  - Львувецьке князівство — Генріх I Яворський (1301—1346)
  - Намисловське князівство — Болеслав III Розпусник (1323—1338); Вацлав I Легницький (1338—1342)
  - Немодлінське князівство — Болеслав Немодлінський (1313—1362/1365)
  - Олесницьке князівство — Конрад I Олесницький (1321—1366)
  - Освенцімське князівство — Ян І Схоластик (1324—1372)
  - Плоцьке князівство — Болеслав III Плоцький (1336—1351)
  - Свідницьке князівство — Болеслав II Малий (1326—1368)
  - Сцинавське князівство — Ян Сцинавський (1317—1365)
  - Легницьке князівство — Болеслав III Розпусник (1312—1342)
  - Опольське князівство — Болеслав II Опольський (1313—1356)
  - Померанія-Щецін — Оттон I (1295—1344)
  - Прудницьке князівство — Болеслав Немодлінський (1337—1361)
  - Ратиборське князівство — Мікулаш II Опавський (1336—1365)
  - Тешинське герцогство — Казимир I Тешинський (1314—1358)
  - Севезьке князівство — Казимир I Цешинський (1337—1358)
  - Серадзьке князівство — Пшемисл Іновроцлавський (1327—1339)
  - Черське князівство — Тройден I (1310—1341)
  - Яворське князівство — Генріх I Яворський (1312—1346)
- Білозерське князівство — Роман Михайлович (1314—1339)
- Брянське князівство — Гліб Святославович (після 1333—1340)
- Велике князівство Владимирське — Іван I Данилович Калита (1331—1340)
- Молозьке князівство — Михайло Давидович (1321—1362)
- Велике князівство Московське — Іван I Данилович Калита (1327—1340)
- Ростовське князівство — Андрій Федорович (1331—1360)
- Велике князівство Рязанське — Іван Іванович (1327—1342)
- Смоленське князівство — Іван Олександрович (1313—1359)
- Стародубське князівство (Північно-Східна Русь) — Іван Федорович (1335—1363)
- Велике князівство Тверське — Костянтин Михайлович (1327—1338)
  - Холмське князівство (уділ Тверського) — Олександр Михайлович (1319—1339)
- Ярославське князівство — Василь Давидович Грізні Очі (1322—1345)
- Скандинавія
  - король Данії — до 1340 — міжкоролів'я
  - Король Норвегії Маґнус IV Ерікссон (1319—1355)
  - Швеція — Маґнус IV Ерікссон (1319—1364)
- Угорське князівство — король Карл I Роберт (1308—1342)
- Україна —
  - Київський князь — Федір (між 1331 і 1362)
  - Волинське князівство — Юрій-Болеслав Тройденович (1325—1340)
  - Галицько-Волинське князівство — Юрій-Болеслав Тройденович (1325—1340)
  - Чернігівське князівство — Гліб Святославич (1333—1340)
  - Кримський улус — Тулен-Тимур (1298—1341)
  - Список консулів Генуезької Ґазарії — Петрано де Лорто (1316? — 1339)
- Королівство Франція — Філіпп VI Валуа (1328—1350)
  - Герцогство Аквітанія — Едуард III (1325—1362)
  - Арелатське королівство — пфальцграф — Іоанна III (1330—1347)
  - Герцогство Бар — Генріх IV (1336—1344)
  - Брабант (герцогство) — Жан III (1312—1355)
  - Графство Булонь — Жанна I Овернська (1332—1360)
  - Бретонське герцогство — Жан III (1312—1341)
  - Бурбон (герцогство) — Людовик I (1327—1341)
  - Гельдерн (графство) — Рейнальд ІІ (1318—1343)
  - Голландія — Вільгельм II (1337—1345)
  - Ено (графство) — Вільгельм II (1337—1345)
  - Графство Ла Марш — Людовік I (1322—1342)
  - Люксембург (графство) — Ян I Сліпий (1313—1346)
  - Льєзьке єпископство — Адольф II де Ла Марк (1313—1344)
  - Монбельяр (графство) — Генріх I де Монфокон (1322—1367)
  - Монпельє (сеньйорія) — Хайме III (1324—1349)
  - Намюр (графство) — Гільйом I (1337—1391)
  - Оранж (князівство) — Бертран VI де Бо (1332—1347)
  - Савойське графство — Аймон (1329—1343)
  - Урхельське графство — Хайме I (1328—1347)
  - Фландрія — Людовік I (1322—1346)
  - Графство Фуа — Гастон II де Фуа (1315—1343)
- Король Богемії (Чехія) — Ян I Сліпий (1310—1346)
- Шотландія
  - Король Шотландії — Давид II (1329—1371)
- Святий Престол; Папська держава — папа римський — Бенедикт XII (1334—1342)
- Вселенський патріарх — Іван XIV Калека (1332—1347)

## Азія
- Візантійська імперія — Андронік III Палеолог (1328—1341)
- Трапезундська імперія — Василь I (1332—1340)
- Близький Схід
  - Кілікійське царство — Левон V (1320—1342)
  - Сеньйорія Фокеї — Доменіко Каттанео (1331—1340)
  - Артукіди — правитель Мардіна Саліх Шамс ад-дін (1312—1364)
  - Мамелюцький султанат — Мухаммад I ан-Насір (1309—1340)
  - Айдиногуллари — Умур (1334—1348)
  - Алайє (бейлик) (Alâiye Beyliği) — Алаеддін (1337? — 1364)
  - Герміяногулари — Якуб-бей Герміяноглу (1300—1340)
  - Дулкадір (бейлик) — Зейн ад-Дін Караджа (1337—1353)
  - Еретнаогуллари — Еретна-бей (1335? — 1352?)
  - Інанчогуллари — Мурад Арслан (1337? — 1362)
  - Кандар (династія) — Сулейман-бей I Джандар (1309—1341)
  - Ментешеогуллари — Орхан-бей (1319? — до 1344)
  - Династія Редді — Пролая Вема Редді (1325—1353)
  - Саруханогуллари — Сарухан-бей (1300/1313 — до 1346)
  - Сахіб-Атаогуллари — Нусретеддевле Ахмед (1287—1341)
  - Текейський бейлик — Даді (між 1324 і 1360)
  - Хамідогуллари — Хизир (1335—1358)
  - Караманіди — Ала ед-Дін Халіл (1332/1333-1348)
  - Османська імперія — Осман I (1324/1326-1362)
  - Шаріфат Мекки — Румайта ібн Абу Нумай (1301—1346)
  - Зіяриди — Нізарі — Муїзз ад-Дін Хусейн (1332—1370)
  - Емірат Хасанкейф (Emirate of Hasankeyf) — Газі Мухаммед ібн Абі Бакр (1324/1325–1364)
  - Персія
  - Музаффариди — Мубаріз ад-Дін Мухаммед (1314—1358)
  - Держава Ширваншахів — Кейкубад (1317—1348)
- Расуліди — Аль-Муджахід Алі (1322—1363)
  - Сербедари — Абдель-Раззак ібн Фазлулла (1337—1338); Ваджіх ад-Дін Масуд (1338—1344)
  - володар Фарсу — Шараф ад-Дін Махмуд Шах (1325—1344)
- Індія і Шрі-Ланка
  - Ахом — Сухрангпха (1332—1364)
  - Бенгальський султанат — Ала ад-Дін Алі-шах (1338—1342) і Фахр ад-Дін Мубарак-шах (1338—1349)
  - Віджаянагарська імперія — Харіхара I (1336—1343)
  - Східні Ганги — Нарасімха Дева III (1328—1352)
  - Делійський султанат — Династія Туґлак — Мухаммад бін Туґлак (1325—1351)
  - Джайпур (князівство) — Джансі (1317—1367)
  - Джайсалмер (князівство) — Кегар Сінгх II (1335—1402)
  - Джодхпур (князівство) — Чада (1328—1344)
  - самраат Кашмірської держави (Династія Лохара) — Котадева (1323—1339) і Удаянадева (1323—1338)
  - Мадурайський султанат — Джалал ад-дін Ахсан-шах (1335—1339)
  - Династія Малла — Джаярімалла (1320—1344)
  - Мевар (князівство) — Хамір Сінґх (1326—1364)
  - Держава Пандья — Віра Пандья IV (1308—1345)
  - Джафна (держава) — Мартанда Цінкаярян (1325—1348)
  - Династія Самма — Джам Унар (1336—1339)
  - Держава Хойсалів — Віра Балала III (1292—1342)
- Індонезія; Південно-Східна Азія
  - Гантаваді — Бінья Е (1330—1348)
  - Дайв'єт — Трань Гієн Тонг (Trần Hiến Tông; 1329—1341)
  - Ланна (держава) — Пхаю (1336—1355)
  - Лемро — Мін Хті (1279—1374)
  - магараджа Мелаю Акарендраварман (1316—1347)
  - Маджапагіт — Трібхувана (1328—1350)
  - Пінья (царство) — Узана I (1325—1340)
  - Сінгапура — Шрі Трі Буана (1299—1347)
  - Чампа — Джая Ананда (1318—1342)
  - Сукхотай (королівство) — Нгуанамтхом (1323—1347)
  - Сунда — до 1340 невідомо
  - Кедах (султанат) — Ібрагім Шах (1321—1373)
  - Пасай — аль-Малік ат-Тахір II (133? — 1349)
  - Сікайн (царство) — Анората I (1336—1339)
  - Тернатський султанат — колано Шах Алам (1332—1343)
  - Чампа — міжусобиця до 1342
- Кхмерська імперія — Неай Трасак Паем Чай (1336—1340)
- Накхонситхаммарат (держава) — до 1375 імена наразі невідомі
- Китай; Монголія
  - Золота Орда — Узбек-хан (1313—1341)
  - ідикут Кучі — Єлу-Темур (1335—1353)
  - Чагатайський улус — Чанкші-хан (1335—1338); Єсун-Тимур (1338—1342)
  - Тибет — Кюнга Г'ялцен Пелсанпо (1331—1358)
  - Династія Юань — Тоґон-Темур (1332—1368)
- Окінава
  - Гокудзан — Хандзі (1314—1395)
  - Нандзан — Шосатто (1314—1398)
  - Тюдзан — ТСеї (1337—1354)
- Корея
  - Корьо — Чхунсук (1313—1339)
- Паганське царство — Узана II (1325—1365/1368)
- Персія і Середня Азія
  - Баванди — Гасан II (1334—1349)
  - Джалаїрський султанат — Тадж ад-дін Хасан Бузург (1135/1336-1355)
  - Ільхани — Мухаммед-хан (1337—1338); Саті-бега (1338—1339)
  - Міхрабаніди — Кутб ад-Дін Мухаммад (1330—1346)
  - Улус Орда-Іхена — Ерзен-хан (1320/1321-1337/1338); Мубарак-Ходжа (1338—1344)
  - емір Фарсу Гіяс ад-Дін Кай-Хосров (1335—1338); Джелал ад-Дін Масуд Шах (1338—1339)
- Японія — Імператор Ґо-Дайґо (1318—1339)

## Африка
- - аббасидський халіф Каїра Аль-Мустакфі Біллах ібн Ахмад (1302—1340)
- Варсангалі (султанат) — гараад Хамар Гейл (1311—1338); Ібрагім (1338—1340)
- Імператор Ефіопії — Амда Сейон I (1314—1344)
- Заяніди — до 1348 завойовано Маринідами
- Іфат — Наср ад-Дін (1334—1344)
- Кілва (султанат) — Дауд ібн Сулейман III (1333—1356)
- Макурія — аль-Амір Абі Абдалла Канз ель-Даула (між 1333 і 1397)
- Імперія Малі — Маган I (1337—1341)
- Мариніди — Абу'л Гасан Алі I (1331—1351)
- Нрі — Езе Нрі Гіофо (1300—1390)
- Мамелюцький султанат — Мухаммад I ан-Насір (1309—1340)
- Хафсіди — Абу Бакр II аль-Мутавакіль (1318—1346)

## Південна Америка
- Королівство Куско — Капак Юпанкі (1320—1350)
- Тескоко (держава) — Квінацин (1337—1357)

## Північна Америка
- Ацкапоцалько — Акольнауакатль (1320—1343)
- Маяпанська ліга — Кокоми; Сум Коком (1327—1334)
- Імперія Пурепеча — Таріакурі (1300—1350)
- Тлателолько — Тлакотен (1337 — ?1352)